# 李廷春 (嘉靖甲辰進士)
李廷春（1503年—？年），字元甫，四川重慶府江津縣人，軍籍。

## 生平
十月十九日生，行四，治《詩經》，由國子生中式四川鄉試第六名舉人，年四十二歲中式嘉靖二十三年甲辰科會試中式第三百十二名，第三甲第一百零三名進士。授石首县知县。二十七年十一月选授雲南道试監察御史，二十八年六月实授，因与巡抚都御史林云同互相攻讦，二十九年二月革职闲住

## 家族
曾祖李璇；祖李志昂；父李林；母劉氏；繼母劉氏。永感下，妻黃氏。